# Unnamed Memory
Unnamed Memory là loạt light novel do Furumiya Kuji sáng tác và Chibi minh hoạ. Được ASCII Media Works xuất bản trọn bộ 6 tập truyện dưới ấn hiệu Dengeki no Shin Bungei, kể từ ngày 17 tháng 11 năm 2019 cho đến ngày 17 tháng 4 năm 2021. Bộ truyện được Thaihabooks mua bản quyền tại Việt Nam và phát hành dưới ấn hiệu Hikari Light Novel. Bộ truyện ban đầu là một web novel được đăng tải trên trang web Shōsetsuka ni Narō kể từ ngày 18 tháng 9 năm 2012. 
Một bản manga chuyển thể do Koshimizu Naoki minh hoạ, được đăng trên tạp chí Dengeki Daioh của ASCII Media Works kể từ ngày 26 tháng 9 năm 2020.

## Nội dung
"Ước mong lớn nhất của ta là cưới nàng làm vợ."
"Ta từ chối!"
Oscar - hoàng tử của vương quốc Farsus hùng mạnh, người mắc phải lời nguyền "không thể để lại nòi giống" khi còn nhỏ. Để chống lại định mệnh nghiệt ngã này, chàng tìm tới toà tháp nơi phù thủy mạnh nhất thế gian sinh sống, lam nguyệt phù thủy Tinasha, những mong pháp lực hơn người của cô có thể giúp mình hoá giải lời nguyền. Tuy nhiên, mỗi phù thủy đều có một pháp thuật đặc trưng, dù Tinasha mạnh nhất nhưng là ở khoản pháp thuật chiến đấu chứ không phải giải nguyền. Dù vậy, ngay khi được diện kiến dáng vẻ xinh đẹp của nàng phù thủy quyền năng, chàng hoàng tử láu cá đã nảy ra một sáng kiến. Thay vì cố tìm cách hoá giải lời nguyền, chi bằng cưới luôn nàng làm vợ và sinh con đẻ cái, tin rằng pháp lực mạnh mẽ của nàng sẽ đủ sức chống lại lời nguyền kia.
Tinasha chẳng mảy may bận tân tới lời đề nghị đó, nhưng cô cũng đồng ý tới sống tại lâu đài của Oscar để tìm cách hoá giải lời nguyện nọ. Quá khứ đen tối ẩn giấu sau vẻ ngoài xinh đẹp của nàng phù thủy cũng dần được tái hiện...

## Truyền thông

### Light novel
| # | Phát hành Tiếng Nhật | Phát hành Tiếng Nhật | Phát hành Tiếng Việt | Phát hành Tiếng Việt                                |
| # | Ngày phát hành       | ISBN                 | Ngày phát hành       | ISBN                                                |
| - | -------------------- | -------------------- | -------------------- | --------------------------------------------------- |
| 1 | 17 tháng 1, 2019     | 978-4-04-912267-1    | 13 tháng 11, 2022    | - calling template requires template_name parameter |
| 2 | 17 tháng 5, 2019     | 978-4-04-912380-7    | -                    | - calling template requires template_name parameter |
| 3 | 17 tháng 9, 2019     | 978-4-04-912381-4    | -                    | - calling template requires template_name parameter |
| 4 | 17 tháng 1, 2020     | 978-4-04-912803-1    | -                    | - calling template requires template_name parameter |
| 5 | 17 tháng 6, 2020     | 978-4-04-912804-8    | -                    | - calling template requires template_name parameter |
| 6 | 17 tháng 4, 2021     | 978-4-04-912805-5    | -                    | - calling template requires template_name parameter |

### Manga
Bản manga chuyển thể do Koshimizu Naoki minh hoạ, được đăng trên tạp chí Dengeki Daioh của ASCII Media Works kể từ ngày 26 tháng 9 năm 2020. Các chương truyện đã được tổng hợp thành 2 tập tankobon
| # | Ngày phát hành   | ISBN              |
| - | ---------------- | ----------------- |
| 1 | 9 tháng 4, 2021  | 978-4-04-913712-5 |
| 2 | 27 tháng 9, 2021 | 978-4-04-913989-1 |

## Đón nhận
Bộ truyện đạt hạng nhất ở hạng mục tankobon trên bảng xếp hạng Kono Light Novel ga Sugoi! vào năm 2020.